# Karin Engdahl
Eva Karin Engdahl, född 7 november 1972 i Uddevalla, är en svensk politiker (socialdemokrat). Hon var ordinarie riksdagsledamot för Västra Götalands läns norra valkrets från juni 2022 fram till valet samma år.
Engdahl kandiderade i riksdagsvalet 2018 och blev ersättare. Hon utsågs till ny ordinarie riksdagsledamot från och med 13 juni 2022 sedan Jörgen Hellman avsagt sig uppdraget. I riksdagen var hon suppleant i trafikutskottet.